# Mimus gilvus
Mimus gilvus е вид птица от семейство Mimidae.

## Разпространение
Видът е разпространен в Антигуа и Барбуда, Аруба, Барбадос, Белиз, Бразилия, Венецуела, Гренада, Гваделупа, Гватемала, Гвиана, Доминика, Колумбия, Мартиника, Мексико, Монсерат, Никарагуа, Панама, Салвадор, Сейнт Китс и Невис, Сейнт Лусия, Сейнт Винсент и Гренадини, Суринам, Тринидад и Тобаго, Френска Гвиана и Хондурас.